# Eunica ingens
Eunica ingens är en fjärilsart som beskrevs av Adalbert Seitz 1913. Eunica ingens ingår i släktet Eunica och familjen praktfjärilar. Inga underarter finns listade i Catalogue of Life.